# François Sauvadet
Pour les articles homonymes, voir Sauvadet.
François Sauvadet, né le 20 avril 1953 à Dijon (Côte-d'Or), est un homme politique français, membre de l'UDI.

## Biographie
Fils d'agriculteurs, il passe son baccalauréat au lycée Montchapet de Dijon. Il obtient un DUT en gestion d'entreprise à l'IUT de Troyes, puis termine sa formation à l'UFR de sciences sociales de l'université de Reims Champagne-Ardenne.
De 1977 à 1993, il est journaliste au service politique du Bien public.

### Élu local
Francois Sauvadet entre en politique à Chanceaux, où il est élu pour la première fois au sein du conseil municipal du village de 1989 à 1995. A la faveur des élections municipales de 1995, il devient maire de Vitteaux, dont il restera premier édile pour deux mandat.
Le 20 mars 2008, François Sauvadet est élu président du conseil général de la Côte-d'Or et choisit d'abandonner son mandat de maire de Vitteaux.

### Député de la Côte-d'Or et carrière politique nationale
Élu député de la 4e circonscription de la Côte-d'Or de façon ininterrompue du 28 mars 1993 au 17 août 2016, il est élu une première fois le 28 mars 1993, réélu le 1er juin 1997, le 9 juin 2002 au 1er tour face au candidat du Parti radical de gauche, Patrick Molinoz, le 10 juin 2007, également au 1er tour, et finalement le 20 juin 2012.
Ancien membre du Pôle républicain, indépendant et libéral, il fait partie jusqu'en 2007 du groupe UDF dont il a été porte-parole. Le 29 mai 2007, il crée, avec Hervé Morin et d'autres députés centristes ayant fait le choix de soutenir Nicolas Sarkozy à l'élection présidentielle, le Nouveau Centre. Il en devient président du groupe parlementaire à l'Assemblée nationale, le 19 juin 2007. Il est désigné vice-président du NC au sein de son organisation provisoire.
Au titre de son mandat de député, il a été entre autres membre du groupe d'études sur le problème du Tibet de l'Assemblée nationale.

### Ministre de la Fonction publique

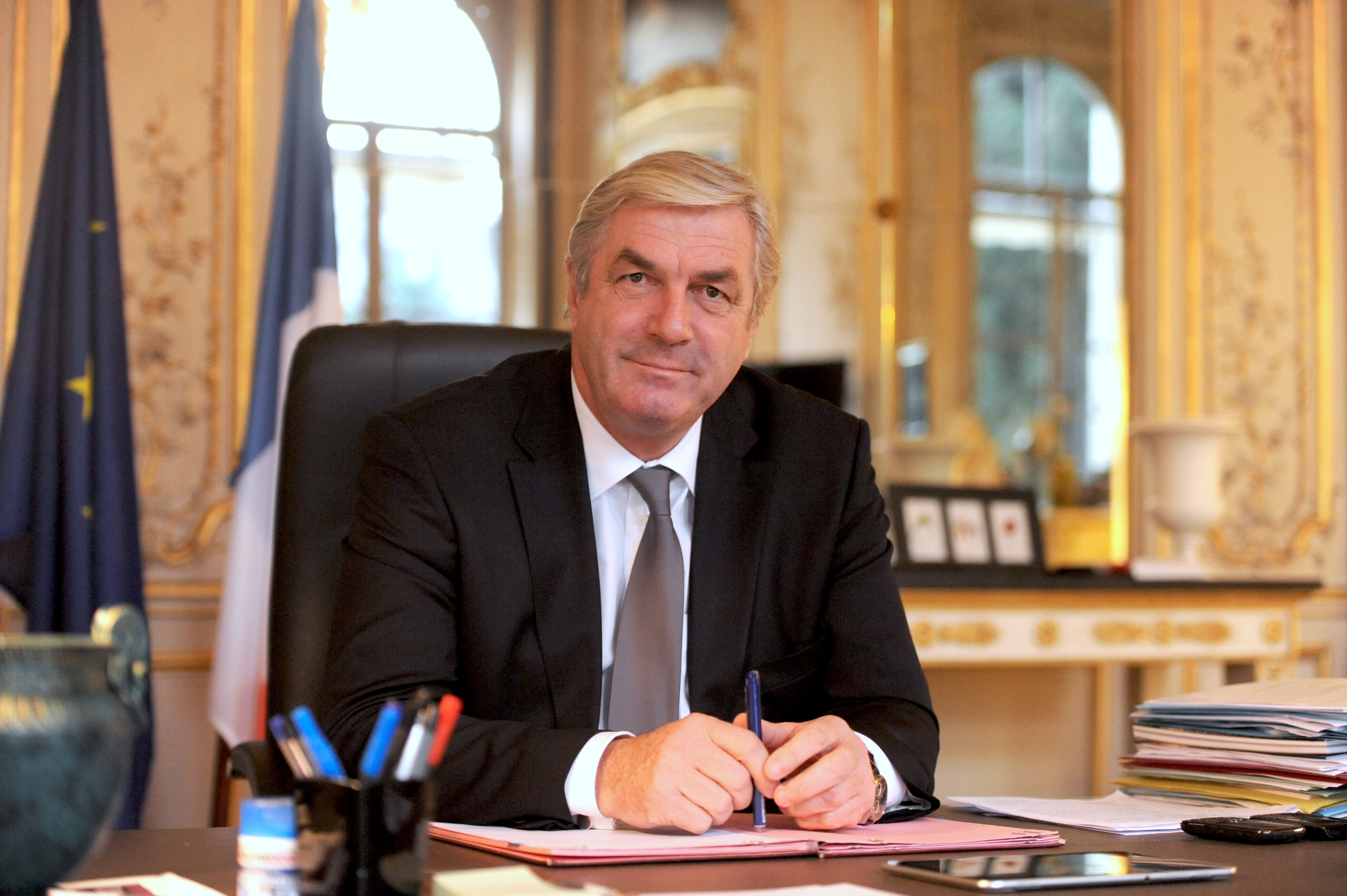
François Sauvadet, Ministre de la Fonction publique, à son bureau le 1er février 2012.

Le 29 juin 2011 et à la faveur d'un remaniement qui fait suite à la désignation de Christine Lagarde à la tête du FMI et à la démission de Georges Tron après des accusations de viol, il est nommé ministre de la Fonction publique dans le troisième gouvernement François Fillon en remplacement de ce dernier. 

#### La Loi Sauvadet
Il est à l'origine de la loi du 12 mars 2012, dite « loi Sauvadet »,  qui dispose de mesures favorables à la déprécarisation dans la fonction publique (facilitant ainsi l’accès au statut de fonctionnaire des agents contractuels) et à la promotion des femmes aux plus hautes fonctions de l'État, des hôpitaux et des collectivités locales. Cette loi permet notamment d'appliquer des sanctions financières aux employeurs publics n'appliquant pas un pourcentage de nomination de 40 % d'hommes et de femmes dans les nominations aux emplois supérieurs et dirigeants à compter de la publication de la loi. 
Il s'agit de la première loi aussi incitative en la matière dans l'histoire de la Fonction publique, les précédents objectifs de nomination d'hommes et de femmes aux emplois supérieurs et dirigeants ayant été fixés par les circulaires dites « Jospin » de l'an 2000, mais n'ayant pas force réglementaire ou législative et dépourvues de sanctions. Cette loi fait suite au rapport de la députée Françoise Guégot sur l'égalité professionnelle entre les hommes et les femmes dans la fonction publique. Dans le cadre de son ministère, son siège de député devient vacant, son suppléant Christian Myon étant décédé, en octobre 2007, d'un accident de voiture. La défaite de Nicolas Sarkozy aux élections présidentielles de 2012 signera la fin de son ministère.

### Création de l'UDI
En 2012, il participe à la création de l'UDI avec Jean-Louis Borloo et, après décision de ce dernier de quitter ses mandats politiques, se porte candidat à la succession de ce dernier à la présidence du groupe UDI à l'Assemblée nationale en avril 2014. Il est battu par le député Philippe Vigier par 16 voix contre 12 (plus un vote blanc). Le 13 juin 2014, il propose sa candidature à la présidence de l'UDI, laquelle n'est finalement pas retenue. Il apporte finalement son soutien à Jean-Christophe Lagarde. Le 30 août 2014, il plaide pour un programme de gouvernement commun UMP-UDI.

### Retour à la politique locale
Le 21 avril 2015, il déclare sa candidature à la présidence du conseil régional de Bourgogne-Franche-Comté, en concurrence avec Alain Joyandet qui s'était porté candidat le 12 décembre 2014. Les atermoiements pour la désignation de la tête de liste UMP-UDI le font envisager d'adhérer au parti en formation « Les Républicains » succédant, le 30 mai 2015, à l'UMP. Conduisant finalement la liste Les Républicains-UDI-MoDem à l'élection régionale de 2015 en Bourgogne-Franche-Comté, il est battu par la socialiste Marie-Guite Dufay. Il s'est engagé, pendant cette campagne, à quitter son mandat de député, ce qu'il confirme le 13 décembre 2015 à la télévision. Le 18 mars 2016, en session plénière du conseil régional de Bourgogne-Franche-Comté il est chahuté sur sa promesse de démissionner de son mandat de député. En mai 2016, il n'a toujours pas démissionné. Le 9 août 2016, il annonce finalement son départ de l'Assemblée nationale. Cependant aucune élection législative partielle n'est possible, sa démission intervenant moins d’un an avant les élections législatives de 2017.
Il reste président du conseil départemental de la Côte-d'Or et conserve son siège au conseil régional de Bourgogne-Franche-Comté.
Lors de la primaire des Républicains de 2016, il soutient François Fillon au second tour contre Alain Juppé.
Le 27 juillet 2021, il est élu à la tête de l'Assemblée des départements de France.

## Polémiques
En 1994, il achète une maison en vieilles pierres avec piscine pour en faire sa permanence parlementaire. Déboursant l'équivalent de 124 000 euros, il rembourse ensuite les mensualités de son prêt avec ses frais de mandat, une pratique alors légale mais interdite à partir de 2015. À l'issue de son mandat, il ne rend pas cette maison, achetée avec les fonds publics.

## Décorations
- Officier de la Légion d'honneur le 11 juillet 2025[24].

## Détail des fonctions et des mandats
Des passages de cette section sont obsolètes ou annoncent des événements désormais passés. Améliorez-la ou discutez-en.
Fonctions politiques
- 19 juin 2007 - 29 juin 2011 : Président du groupe Nouveau Centre à l'Assemblée nationale
- depuis décembre 2014 : 7e vice-président de l'UDI chargé de la Réforme de l'État et de la Dénormalisation après l'élection de Jean-Christophe Lagarde au poste de président, le 13 novembre 2014[25]

Mandats locaux
- Municipal :
  - 20 mars 1989 - 18 juin 1995 : Conseiller municipal de Chanceaux
  - 19 juin 1995 - 18 mars 2001 : Maire de Vitteaux
  - 19 mars 2001 - 16 mars 2008 : Maire de Vitteaux
  - 17 mars 2008 - Avril 2014 : Adjoint au maire de Vitteaux
- Communauté de communes :
  - 21 décembre 2001 - 30 mars 2014 : Président de la Communauté de communes du Canton de Vitteaux
- Départemental :
  - 23 mars 1998 - 28 mars 2004 : Conseiller général du Canton de Vitteaux
  - 29 mars 2004 - 27 mars 2011 : Conseiller général du Canton de Vitteaux
  - depuis mars 2011 : Conseiller général du Canton de Vitteaux puis conseiller départemental du Canton de Semur-en-Auxois (Redécoupage cantonal de 2014)
  - depuis le 20 mars 2008: Président du Conseil départemental de la Côte-d'Or
- Régional :
  - mars 2010 - avril 2010 : Conseiller régional de Bourgogne
  - 13 décembre 2015 - 3 juillet 2021 : Conseiller régional de Bourgogne-Franche-Comté (Commission permanente et Commission "Finances - citoyenneté et évaluation des politiques publiques - fonds européens et contrat de plan")[26],[27]

Mandats parlementaires
- 28 mars 1993 - 21 avril 1997 : Député de la 4e circonscription de la Côte-d'Or
- 1er juin 1997 - 18 juin 2002 : Député de la 4e circonscription de la Côte-d'Or
- 19 juin 2002 - 19 juin 2007 : Député de la 4e circonscription de la Côte-d'Or
- 20 juin 2007 - 29 juillet 2011 : Député de la 4e circonscription de la Côte-d'Or
- 20 juin 2012 -17 aout 2016 : Député de la 4e circonscription de la Côte-d'Or[28]

Fonction ministérielle
- 29 juin 2011 - 15 mai 2012 : Ministre de la Fonction publique